# أمير آباد (فرغانة)
أمير آباد هي بلدة في مقاطعة بغداد في ولاية فرغانة في أوزبكستان.